# Ratabulus
Ratabulus is een geslacht van straalvinnige vissen uit de familie van platkopvissen (Platycephalidae).

## Soorten
- Ratabulus diversidens (McCulloch, 1914)
- Ratabulus fulviguttatus Imamura & Gomon, 2010
- Ratabulus megacephalus (Tanaka, 1917)
- Ratabulus ventralis Imamura & Gomon, 2010